# YMCA学院高等学校
YMCA学院高等学校（ワイエムシーエーがくいんこうとうがっこう）は、大阪府大阪市天王寺区にある通信制・単位制の高等学校である。学校法人大阪YMCA（大阪キリスト教青年会）が運営している私立学校である。

## 概要
通信制・単位制の高校として運営されている。広域通信制のシステムを取り、学校側が指定した15都府県（大阪府・兵庫県・京都府・滋賀県・奈良県・和歌山県・福岡県・熊本県・千葉県・東京都・神奈川県・茨城県・埼玉県・三重県・岡山県）からの入学が可能となっている。
前期・後期の2期制を取り、単位も各期ごとに認定される。単位は通信指導やスクーリングで認定される。中学校卒業者を対象にした新入生募集は4月・10月の年2回行い、また他の高等学校からの編入・転入は随時受け付けている。
3年以上在籍した上で、学習指導要領で規定された科目など学校が指定した必修科目の単位修得、および特別活動への出席を含めて、所定の単位を修得することが卒業要件となっている。

## 沿革
- 2002年 - 開校

## 交通
- 西日本旅客鉄道（JR西日本)・大阪市高速電気軌道（Osaka Metro）天王寺駅より北東へ約400m。
- 近鉄南大阪線　大阪阿部野橋駅より北東へ約500m。
- 阪堺電気軌道上町線　天王寺駅前電停

## 著名な出身者
- もこう（Youtuber）